# Taboo: The Sixth Sense
Taboo: The Sixth Sence (Tabú: El Sexto Sentido) es un videojuego desarrollado por Rare y publicado por Tradewest para Nintendo Entertainment System en 1988.

## Características
Taboo: The Sixth Sense es un juego para lectura del tarot, disponible para personas, a partir de 14 años de edad.
El juego consiste en rellenar una serie de datos personales para, finalmente, generar una lectura de cartas.
Después el juego alberga los números de la fortuna puedes seleccionar libremente del 0 al 99.

## Crítica
Las críticas del juego se basan principalmente en que no hay actividad, además de la repetición de las lecturas. Debido a la controversia del tarot, el videojuego no ha tenido éxito.